# Erythronium taylorii
Erythronium taylorii är en liljeväxtart som beskrevs av James Robert Shevock och G.A.Allen. Erythronium taylorii ingår i Hundtandsliljesläktet och i familjen liljeväxter. Inga underarter finns listade.